# Dimitrios Axourgos

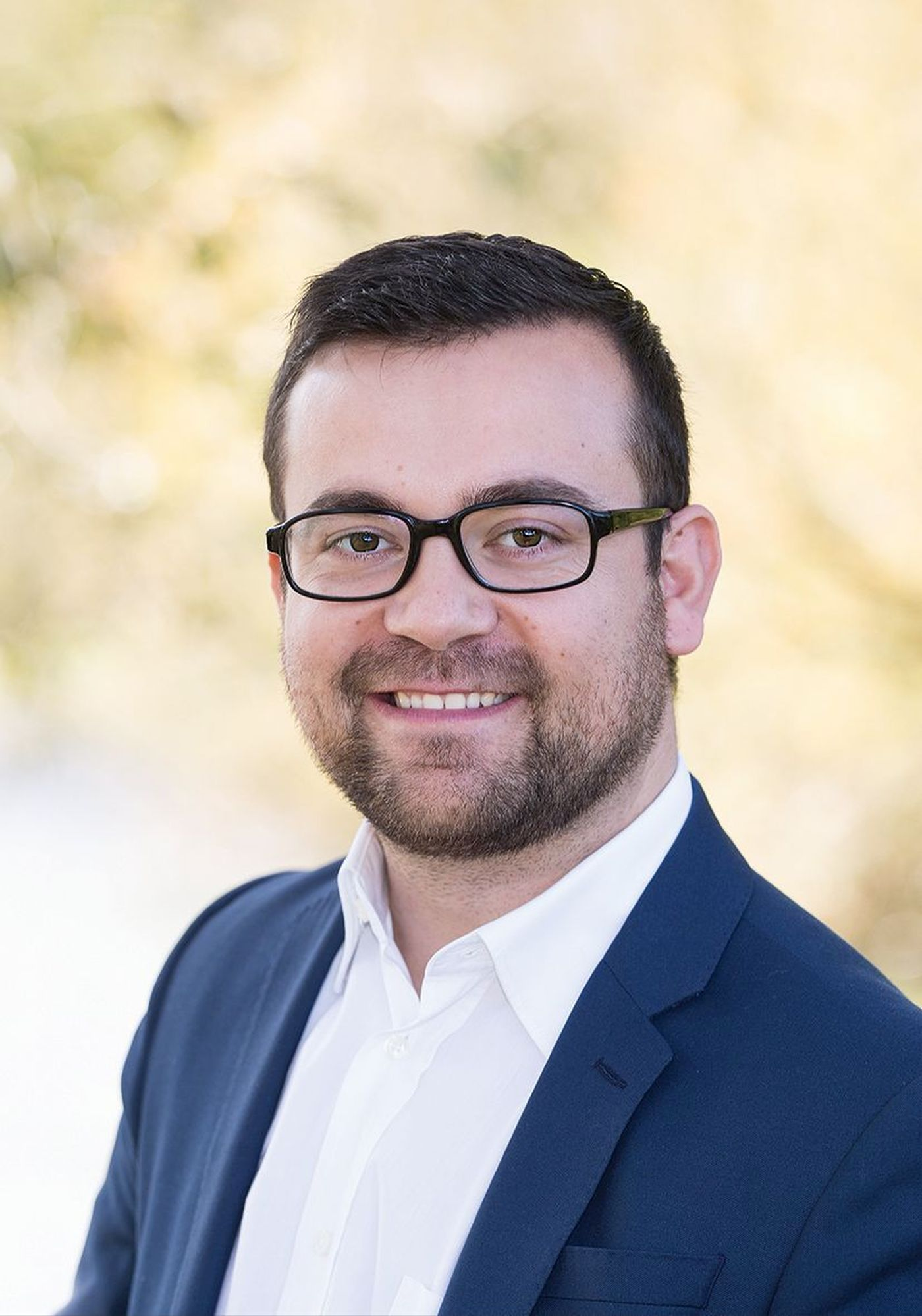
Dimitrios Axourgos (2018)

Dimitrios Axourgos (* 4. Mai 1983 in Ioannina, Griechenland) ist ein deutsch-griechischer Politiker der SPD und seit dem 14. März 2018 hauptamtlicher Bürgermeister der Stadt Schwerte im Kreis Unna in Nordrhein-Westfalen.

## Leben
Dimitrios Axourgos wurde als Sohn eines Arbeiters und einer Arbeiterin im griechischen Ioannina in der Region Epirus geboren. Im Alter von fünf Jahren siedelte seine Familie mit ihm nach Deutschland über. Zusammen mit seinen Eltern und einem jüngeren Bruder wuchs er in Iserlohn im Märkischen Kreis auf, wo er im Jahr 2002 auf dem Märkischen Gymnasium das Abitur ablegte.
An der Ruhr-Universität Bochum studierte Dimitrios Axourgos Geschichte und Sozialwissenschaften mit dem Abschluss Master of Education (M.Ed.). Während dieser Zeit war er als studentische bzw. wissenschaftliche Hilfskraft an den Historischen Instituten der Ruhr-Universität Bochum und der Fernuniversität in Hagen beschäftigt. Sein Schwerpunkt lag in der mittelalterlichen Geschichte. Überdies war er für die Bundestagsabgeordnete Dagmar Freitag tätig.
Nach dem Studium absolvierte Dimitrios Axourgos sein Referendariat am Gymnasium Letmathe der Stadt Iserlohn und erlangte das zweite Staatsexamen. In der Zeit von 2010 bis zu seiner Wahl zum Bürgermeister 2018 war er als Studienrat am Friedrich-Bährens-Gymnasium in Schwerte beschäftigt.
Dimitrios Axourgos war viele Jahre Fußballschiedsrichter im Fußball- und Leichtathletik-Verband Westfalen und ist Mitglied der AWO, der GEW und zahlreicher Vereine.

## Politische Laufbahn
Dimitrios Axourgos war bereits als Jugendlicher im neu gegründeten Kinder- und Jugendparlament der Stadt Iserlohn tätig. Seit 2001 ist er Mitglied der SPD. Von 2001 bis 2004 war Dimitrios Axourgos Vorsitzender der Jusos Iserlohn. Im Alter von 21 Jahren wurde er erstmals in den Rat der Stadt Iserlohn gewählt, welchem er ununterbrochen bis 2018 für den Wahlkreis Kalthof, Leckingsen und Refflingsen angehörte. Im Stadtrat war er unter anderem als SPD-Fraktionsvorsitzender und Vorsitzender des Sportausschusses tätig. Zugleich war er auch stellvertretender Vorsitzender des Stadtsportverbandes Iserlohn.
Als stellvertretender Unterbezirksvorsitzender und Europabeauftragter war Dimitrios Axourgos von 2006 bis 2018 Vorstandsmitglied im SPD-Unterbezirk Märkischer Kreis. Von 2011 bis 2014 war er zudem Vorsitzender des SPD-Stadtverbandes Iserlohn.
In den Jahren 2009 und 2014 kandidierte Dimitrios Axourgos zur Europawahl.
Darüber hinaus gehörte Dimitrios Axourgos der SPD-Arbeitsgemeinschaft Migration und Vielfalt als stellvertretender Bundesvorsitzender bis 2019 an.
Bei der Bürgermeisterwahl in Schwerte wurde Dimitrios Axourgos am 4. März 2018 mit 56,63 % der Stimmen zum Bürgermeister gewählt. Er setzte sich dabei gegen fünf weitere Bewerber durch, unter anderem einen gemeinsamen Kandidaten von CDU, Grüne und FDP. 
Im Rahmen der Kommunalwahlen in Nordrhein-Westfalen am 13. September 2020 wurde Dimitrios Axourgos für die SPD bei der ersten Direktwahl in die Verbandsversammlung des Regionalverbandes Ruhr (Ruhrparlament) gewählt. Im Ausschuss für Kultur, Sport und Vielfalt ist er Sprecher der SPD-Fraktion.

## Auszeichnungen
Für seinen langjährigen ehrenamtlichen Einsatz als Ratsmitglied für die Bürger der Stadt Iserlohn und seine außerordentlichen Verdienste wurde Dimitrios Axourgos am 29. Mai 2018 der Ehrenpreis der Stadt Iserlohn, die Pankratius-Plakette, durch Iserlohns damaligen Bürgermeister Peter Paul Ahrens verliehen.